# Barjac (Lozère)
Barjac község Franciaország déli részén, Lozère megyében. 2011-ben 682 lakosa volt.

## Fekvése
Barjac a Lot folyó völgyében fekszik, a Ginèze patak torkolatánál, 660 méteres (a községterület 650-1212 méteres) tengerszint feletti magasságban, Chanactól 8 km-re északkeletre, Mende-tól 11 km-re nyugatra. Északról a Margeride-hegység előőrse, a Boulaine-hegység; keletről a Changefège-, délről pedig a Sauveterre-karsztfennsíkok (causse) övezik.
Nyugatról Cultures, Esclanèdes és Gabrias, északról Servières, keletről Mende és Balsièges, délről pedig Chanac községekkel határos.
A Lot völgyében halad az N88-as (Mende-ot Le Monastier-vel összekötő) főút, melyről Barjac közelében ágazik el a Vielbougue-hágón át Marvejols felé haladó N108-as út. Mende és Gabrias felé a D42-es megyei út teremt összeköttetést. A Lot völgyében vezet a Translozérien vasútvonal is (megállóhely).
A községhez tartozik La Roche, Méjantel, Pierrefiche, Le Viala-Bas, Le Viala-Haut, Les Cayres,  és Cénaret.

## Története
A település a történelmi Gévaudan tartomány egyik báróságának, Cénaret-nek a székhelye volt. Les Cayres-ban római kori mozaikokat és kerámiákat tártak fel. Cénaret várát Ventadour hercegének parancsára 1597-ben lebontották, köveit Cénaret falu házaiba építették be. Vigne várát, amely rablók menedéke lett, 1656-ban Gévaudan rendjei leromboltatták. Les Cayres-ban 1950-ig baritbánya működött.

### Demográfia
| Év   | Lakosság |
| ---- | -------- |
| 1793 | 1071     |
| 1851 | 856      |
| 1876 | 761      |
| 1901 | 806      |
| 1936 | 564      |

| Év   | Lakosság |
| ---- | -------- |
| 1946 | 505      |
| 1954 | 432      |
| 1962 | 442      |
| 1968 | 399      |

| Év   | Lakosság |
| ---- | -------- |
| 1975 | 411      |
| 1982 | 445      |
| 1990 | 557      |
| 2010 | 660      |

## Nevezetességei
- A Saint-Privat templom a 13-14. században épült román-gótikus stílusban.[3] Berendezése nagyrészt 19. századi,[4] áll itt egy középkori sztélé[5] is, valamint Szent Privát[6] és Szűz Mária[7] 18. századi szobrai.
- Vigne-kastély - a 17-18. században épült az 1656-ban lerombolt rablóvár helyén.[8]
- Recoulettes-kastély - a 17. században épült.
- Szűz Mária szobra a 19. század óta áll a cénareti várhegyen, zarándokhely.
- Méjantelben két 18. századi farmépület maradt fenn.[9]
- A falu legrégebbi lakóháza a 16. század elején épült az Impasse utcában.[10] Számos 17-19. századi háza közül a legrégebbin az 1680-as évszám szerepel.[11]
- Útmenti kereszt 1813-as évszámmal.[12]

## Kapcsolódó szócikk
- Lozère megye községei